# Koji Wakamatsu
Koji Wakamatsu (japanska: 若松孝二?, Wakamatsu Kōji), född 1 april 1936 i Wakuya i Miyagi prefektur, död 17 oktober 2012 i Tokyo, var en japansk filmregissör.
Wakamatsu debuterade som regissör 1963. Han var känd för sitt mycket höga arbetstempo och sina erotiska filmer, så kallad pink film, samt exploateringsfilm och skildringar av politiskt våld. Wakamatsu avled 17 oktober 2012, 76 år gammal, efter att ha blivit påkörd av en taxi i Tokyo.

## Filmer i urval
- 壁の中の秘事 (1965)
- 胎児が密猟する時 (1966)
- 性の放浪 (1967)
- Okasareta hakui (犯された白衣) (1967)
- ゆけゆけ二度目の処女 (1969)
- 日本暴行暗黒史 (1969)
- Sex-Jack (性賊) (1970)
- 天使の恍惚 (1972)
- 聖母観音大菩薩 (1977)
- われに撃つ用意あり (1990)
- 完全なる飼育 赤い殺意 (2004)
- 連合赤軍 (2008)
- キャタピラー (2010)
- 11・25自決の日 三島由紀夫と若者たち (2012)